# Unirea (Alba)
Unirea (Alba) é uma comuna romena localizada no distrito de Alba, na região histórica da Transilvânia. A comuna possui uma área de 99.99 km² e sua população era de 5309 habitantes segundo o censo de 2007.